# 聖弗朗西斯科德爾蒙特德奧羅

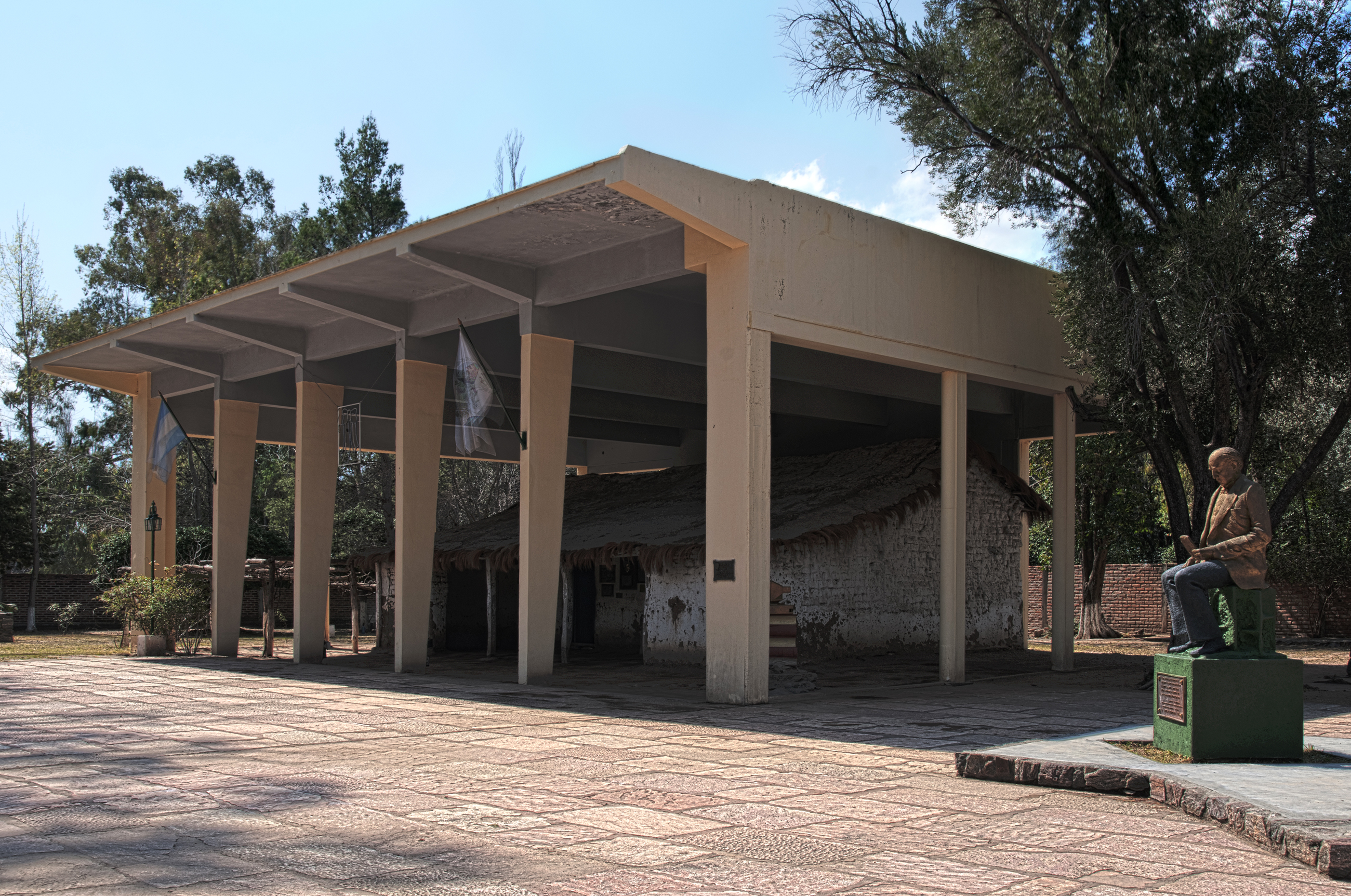
聖弗朗西斯科德爾蒙特德奧羅

聖弗朗西斯科德爾蒙特德奧羅（西班牙語：San Francisco del Monte de Oro），是阿根廷的城鎮，位於該國中北部聖路易省，是阿亞庫喬縣的首府，海拔高度796米，該地區在1936年5月22日發生的地震造成傷亡，2010年人口3,732。